# بحر تشوكشي
بحر تشوكشي ((بالروسية: Чуко́тское мо́ре)‏؛ (بالروسية: tɕʊˈkotskəjə ˈmorʲə)‏

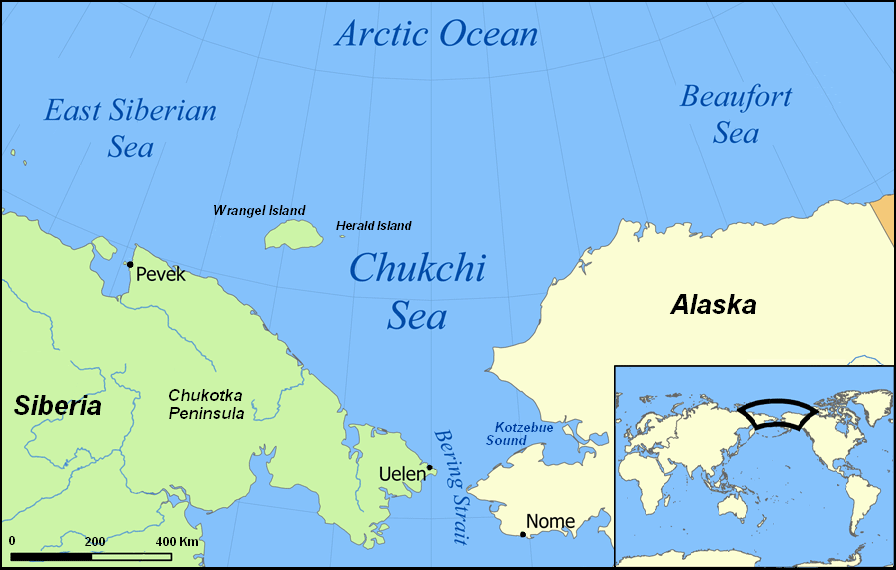
خريطة لبحر تشوكشي.

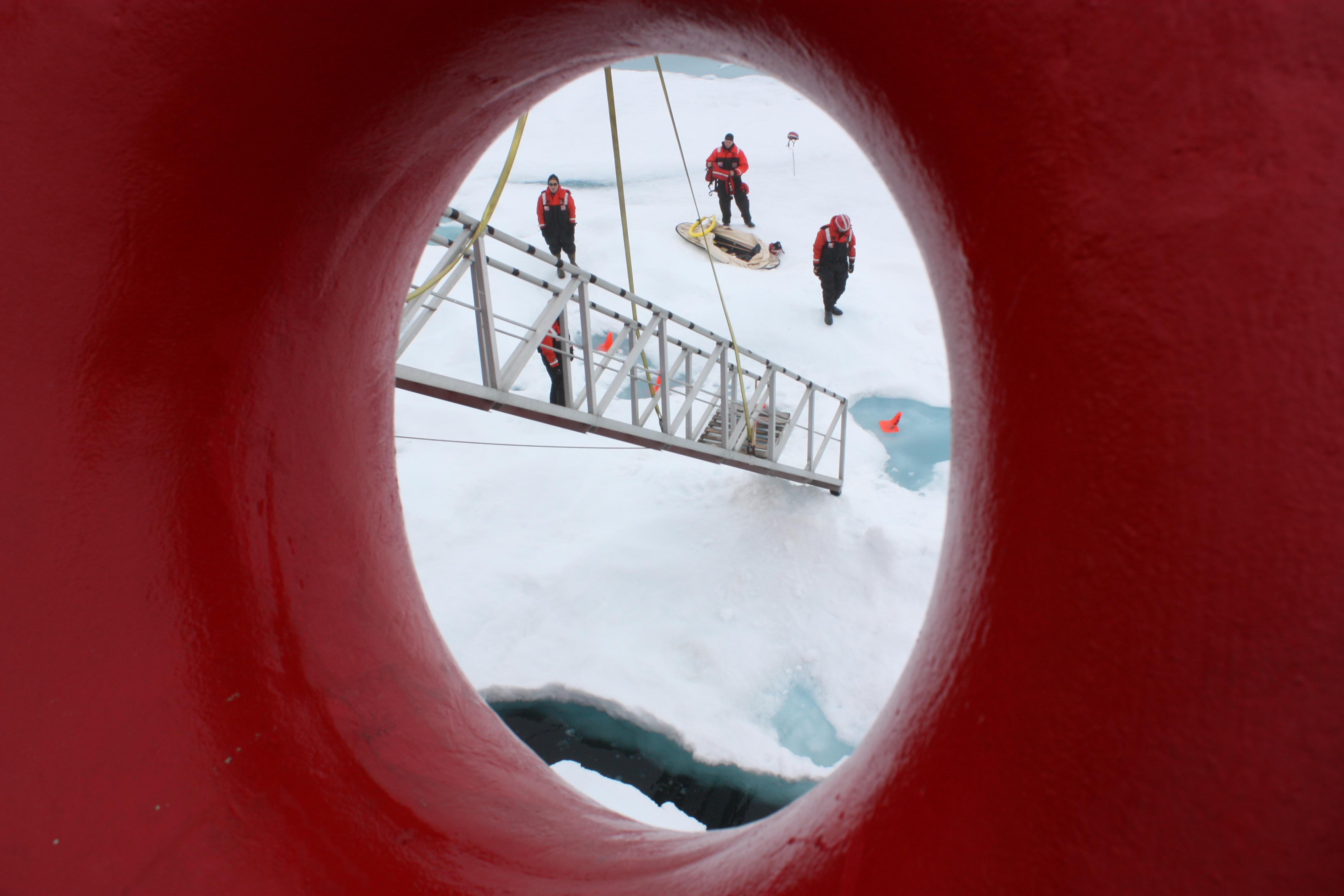
علماء على الجليد البحري في بحر تشوكشي.

) هو بحر هامشي في المحيط المتجمد الشمالي. ويحده من الغرب مضيق دي لونغ، قبالة جزيرة رانجل، ومن الشرق نقطة بارو في ألاسكا، التي يقع خلفها بحر بيوفورت. ويشكل مضيق بيرنغ حدوده الجنوبية ويربطه بـ بحر بيرنغ والمحيط الهادئ. ويعتبر ميناء يولين، الذي يقع في روسيا، هو الميناء الرئيسي على بحر تشوكشي. ويعبر خط التاريخ الدولي بحر تشوكشي من الشمال الغربي إلى الجنوب الشرقي. وهو منزاح بإتجاه الشرق لتجنب جزيرة رانجل وكذلك أوكروغ تشوكوتكا الذاتية الموجودة على البر الرئيسي الروسي.

## معلومات جغرافية

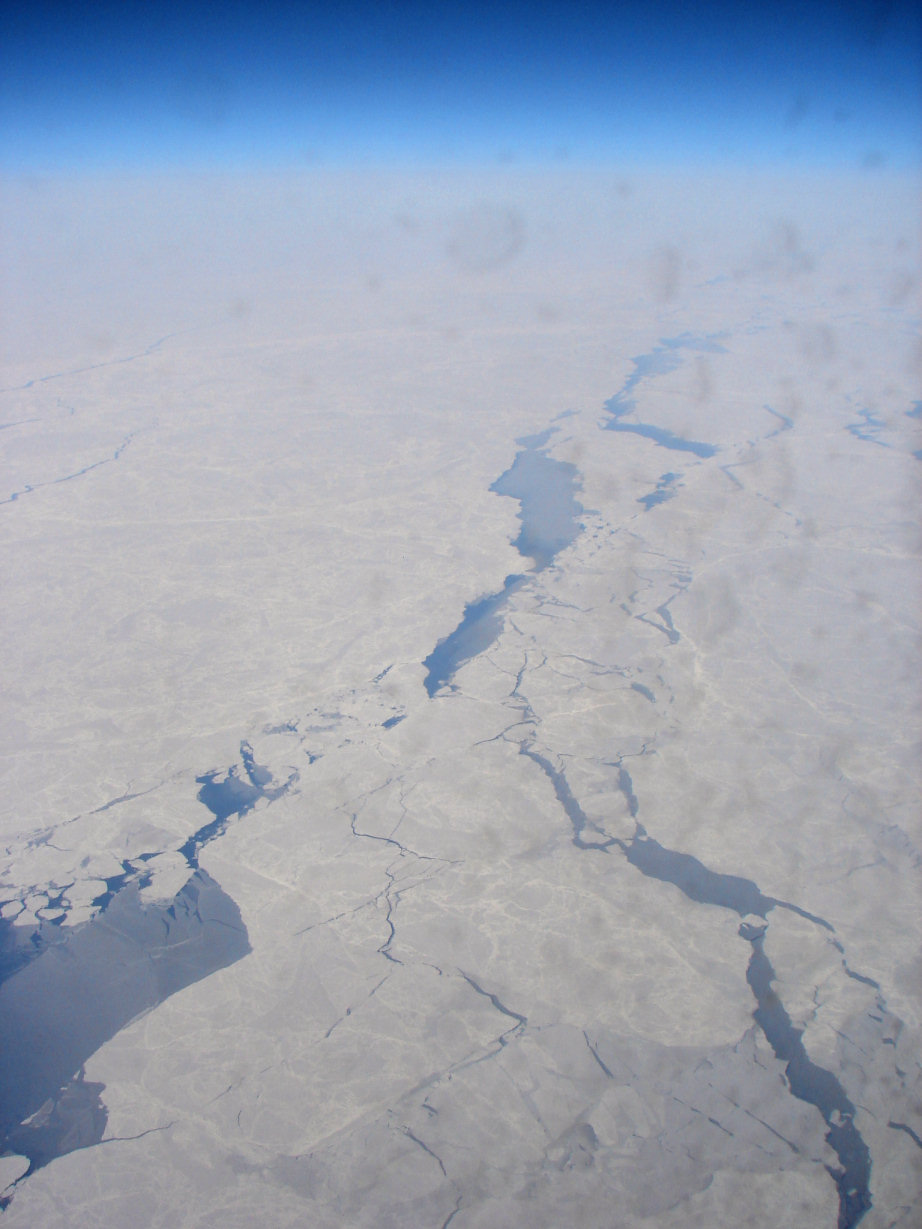
في فصل الربيع تتفكك طبقة الجليد البحري على بحر تشوكشي.

وتبلغ مساحة البحر 595000 كم² تقريبًا (230000 ميل مربع) وصالح للملاحة فقط أربعة أشهر في السنة. وتعد السمة الجيولوجية الرئيسية لنهاية بحر تشوكشي هي حوض الأمل الذي يبلغ طوله 700 كم (435 ميل)، والذي يحده من الشمال الشرقي قوس هيرالد. ويحتل عمقه الذي يصل لأقل من 50 مترًا (164 قدمًا) 56% من المساحة الكلية.
يمتلك بحر تشوكشي عدد قليل جدًا من الجزر مقارنة بالبحار الأخرى في المنطقة القطبية الشمالية. حيث تقع جزيرة رانجل عند الحد الشمالي الغربي للبحر وتقع جزيرة هيرالد بالقرب من حده الشمالي كما يقع عدد قليل من الجزر على طول سواحل سيبيريا وألاسكا.
سمي البحر على اسم شعب تشوكشي، الذي يقيم على شواطئه وعلى شبه جزيرة تشوكشي. وعادة ما يعمل سكان سواحل تشوكشي في الصيد وصيد الحيتان وصيد الفظ في هذا البحر البارد.
يوجد في سيبيريا أماكن تقع على طول الساحل هي: كيب بيلينغز وكيب شميدت ونهر أمجييما وكيب فانكيرام وخليج كوليتشينسكايا الكبير وناسكينبيلجين لاجون وكيب سيردتس-كامين وإنيورومينو ونهر تشيجيتون وإنتشاون ويولين وكيب ديزنيف.
وفي ألاسكا، الأنهار التي تصب في بحر تشوكشي هي كيفالينا وكوبوك وكوكوليك وكوكباوروك وكوكبوك ونواتيك ويوتيوكوك وبيتميجيا ووولايك، من بين أنهار أخرى. وتعد الأنهار أمجييما ولونيفايم وتشيجيتون التي تتدفق من جانبه السيبيري هي الأكثر أهمية.

## الامتداد
تعرف المنظمة الهيدروغرافية الدولية حدود «بحر تشوكشي» على النحو التالي:

من ناحية الغرب. الحد الشرقي من بحر سيبيريا الشرقي من أقصى نقطة في شمال جزيرة رانجل من خلال هذه الجزيرة إلى كيب بلوسوم ثم إلى كيب ياكان على البر الرئيسي (176 درجة 40 دقيقة شرقًا).
من ناحية الشمال. خط من نقطة بارو، في ألاسكا إلى أقصى نقطة شمال جزيرة رانجل (179 درجة 30 دقيقة غربًا).
من ناحية الجنوب. الدائرة القطبية الشمالية 66 درجة 33 دقيقة 39 ثانية شمالاً بين سيبيريا وألاسكا. الحد الشمالي من بحر بيرنغ.

والاستخدام الشائع هو أن الامتداد الجنوبي يقع في أقصى الجنوب عند أضيق جزء من مضيق بيرنغ[بحاجة لمصدر] الذي يقع على دائرة عرض 66 درجة شمالاً.

## التاريخ
في عام 1648، أبحر سيمون ديزهنيوف (Semyon Dezhnyov) من نهر كوليما الذي يقع في منطقة القطب الشمالي إلى نهر أنادير الذي يقع في المحيط الهادئ، ولكن هذا المسار لم يكن عمليًا ولم يستخدم للـ 200 سنة التالية. وفي عام 1728، دخل فيتوس بيرنغ (Vitus Bering) البحر من المحيط الهادئ كما دخله جيمس كوك (James Cook) عام 1779.
وفي 28 سبتمبر 1878، خلال البعثة التي قام بها أدولف إريك نوردنسكيولد (Adolf Erik Nordenskiöld) التي عبرت الممر الشمالي الغربي كاملاً لأول مرة في التاريخ، علقت باخرة فيغا في الجليد الثابت في بحر تشوكشي. ولأن التقدم أكثر من ذلك كان مستحيلاً في ذلك العام، تم تأمين السفينة في مأوى الشتاء. وبرغم ذلك، كان أعضاء البعثة وطاقمها على علم بأنه لا يفصلهم عن المياه المفتوحة إلا بضعة أميال من الجليد البحري. وفي العام التالي، بعد يومين من انطلاق فيغا، اجتازت الباخرة مضيق بيرنغ وانطلقت باتجاه المحيط الهادئ.
وفي عام 1913، جنحت السفينة كارلوك، التي هجرها قائد البعثة فيلجامر ستيفانسون (Vilhjalmur Stefansson)، في الجليد على طول الامتدادات الشمالية لبحر تشوكشي وغرقت وتحطمت بسبب الجليد بالقرب من جزيرة هيرالد. ونجح الناجون في الوصول إلى جزيرة رانجل، حيث وجدوا أنفسهم في حالة ميؤوس منها. ثم سار القبطان روبرت بارتليت (Robert Bartlett) مئات الكيلومترات مع كاتيكتوفايك (Kataktovik)، وهو رجل من شعب الإنويت، على جليد بحر تشوكشي من أجل البحث عن مساعدة. ووصلوا كيب فانكيرام على ساحل تشوكوتكا، في 15 أبريل 1914. وعثرت مركب كينج آند وينج، وهي مركب شراعي بُنيت حديثًا للصيد في المنطقة القطبية الشمالية، على اثني عشر ناجيًا من البعثة المشؤومة على جزيرة رانجل بعد تسعة أشهر.
وفي عام 1933، أبحرت السفينة البخارية تشيليوسكين من مورمانسك، شرقًا لمحاولة العبور من طريق بحر الشمال إلى المحيط الهادئ، وذلك لإثبات أن مثل هذا العبور يمكن تحقيقه في موسم واحد. وأصبحت السفينة محاطة بالجليد الكثيف في بحر تشوكشي، وبعد انجرافها مع الثلوج لأكثر من شهرين، تحطمت وغرقت في 13 فبراير 1934 بالقرب من جزيرة كوليوتشين. وبغض النظر عن وفاة أحد أفراد طاقمها، كان الـ 104 الباقيين قادرين على إنشاء مخيم على الجليد البحري. ونظمت الحكومة السوفياتية إخلاء جوي رائع، والذي تم فيه إنقاذ الجميع. وأصبح القبطان فلاديمير فورونين (Captain Vladimir Voronin) وقائد البعثة أوتو شميدت (Otto Schmidt) أبطالاً.
وبعد عدة محاولات غير ناجحة، تم تحديد موقع الحطام في قاع بحر تشوكشي من قبل أحد البعثات الروسية، وهي تشيليوسكين-70، في منتصف سبتمبر 2006. وتم انتشال اثنين من المكونات الصغيرة من الجزء العلوي للسفينة بواسطة الغواصين وإرسالهما إلى بناة السفينة، بورمايستر ووين في كوبنهاغن، للتعرف عليهما.
وفي يوليو 2009، تم العثور على كتلة كبيرة من المواد العضوية طافية فوق البحر قبالة ساحل ألاسكا الشمالي الغربي. وقد حددها التحليل الذي أجراه حرس السواحل الأمريكي على أنها كتلة كبيرة من انتشار الطحالب.
وفي 15 أكتوبر 2010، افتتح العلماء الروس محطة أبحاث قطبية عائمة في بحر تشوكشي على حافة المحيط المتجمد الشمالي. وكان اسم المحطة سيفيرني بوليوس-38 وكانت مسكنًا لـ 15 من الباحثين لمدة عام. وقد قام هؤلاء العلماء بإجراء دراسات قطبية وجمعوا الأدلة العلمية لتعزيز مطالبات روسيا بالحصول على المنطقة القطبية الشمالية.

## الحيوانات
تم العثور على الدب القطبي على الجليد البحري في بحر تشوكشي؛ في الواقع، يمثل قطاع الدببة القطبية الذي تم العثور عليه في البحر وعلى جليده البحري واحدًا من خمسة قطاعات أوراسية أوراسيا متميزة وراثيًا من هذا النوع.

## العوالق النباتية
وفي عام 2012، نشر مختبر البحوث والهندسة في المناطق الباردة نتائج تصف اكتشاف انتشار طحالب العوالق النباتية المحيطية الأكثر شهرة في العالم. وكانت النتائج غير متوقعة حيث كان يُعتقد في السابق أن العوالق لا تنمو إلا بعد ذوبان الجليد الموسمي، ومع ذلك تم اكتشاف بعض الطحالب تحت عدة أمتار من الجليد البحري السليم.

## موارد النفط والغاز
يُعتقد أن جرف تشوكشي يحتوي على احتياطيات من النفط والغاز تصل إلى 30 بليون برميل (4.8×109 م3). وقد كانت شركات نفط عدة تتنافس على عقود الإيجار، وفي 6 فبراير 2008، أعلنت الحكومة الأمريكية أن مقدمي العطاءات الناجحة سيدفعون 2.6 مليار دولارًا أمريكيًا للحصول على حقوق استخراجهما. وقد وجهت بعض الانتقادات للمزاد العلني من دعاة حماية البيئة.

## كتابات أخرى
- Polyak, Leonid, Dennis A Darby, Jens F Bischof, and Martin Jakobsson. 2007. "Stratigraphic Constraints on Late Pleistocene Glacial Erosion and Deglaciation of the Chukchi Margin, Arctic Ocean". Quaternary Research. 67, no. 2: 234.
- ألبرت هاستينغز ماركهام. Arctic Exploration, 1895
- Armstrong, T., The Russians in the Arctic, London, 1958.
- ويليام بار، Discovery of the wreck of the Soviet steamer Chelyuskin on the bed of the Chukchi Sea
- Early Soviet Exploration: http://www.whoi.edu/beaufortgyre/history/history_soviet.html
- History of Russian Arctic Exploration: http://www.tour-land.ru/extr/north_p/eng/hist_ark.shtml نسخة محفوظة 6 أكتوبر 2006 على موقع واي باك مشين.
- Niven, J., The Ice Master, The Doomed 1913 Voyage of the Karluk.
- بولينياs in the Chukchi Sea:
- Polar bear protection in the Chukchi Sea: Polar bears shared by US, Russia to be managed jointly  نسخة محفوظة 18 أغسطس 2007 على موقع واي باك مشين.
- Vinogradov V.A., Gusev E.A., Lopatin B.G. Structure of the Russian Eastern Arctic Shelf:

## وصلات خارجية
- Ecological assessment
- Audubon Alaska's Arctic Marine Synthesis: Atlas of the Chukchi and Beaufort Seas